# 弗萊森湖
53°30′8″N 12°28′31″E / 53.50222°N 12.47528°E

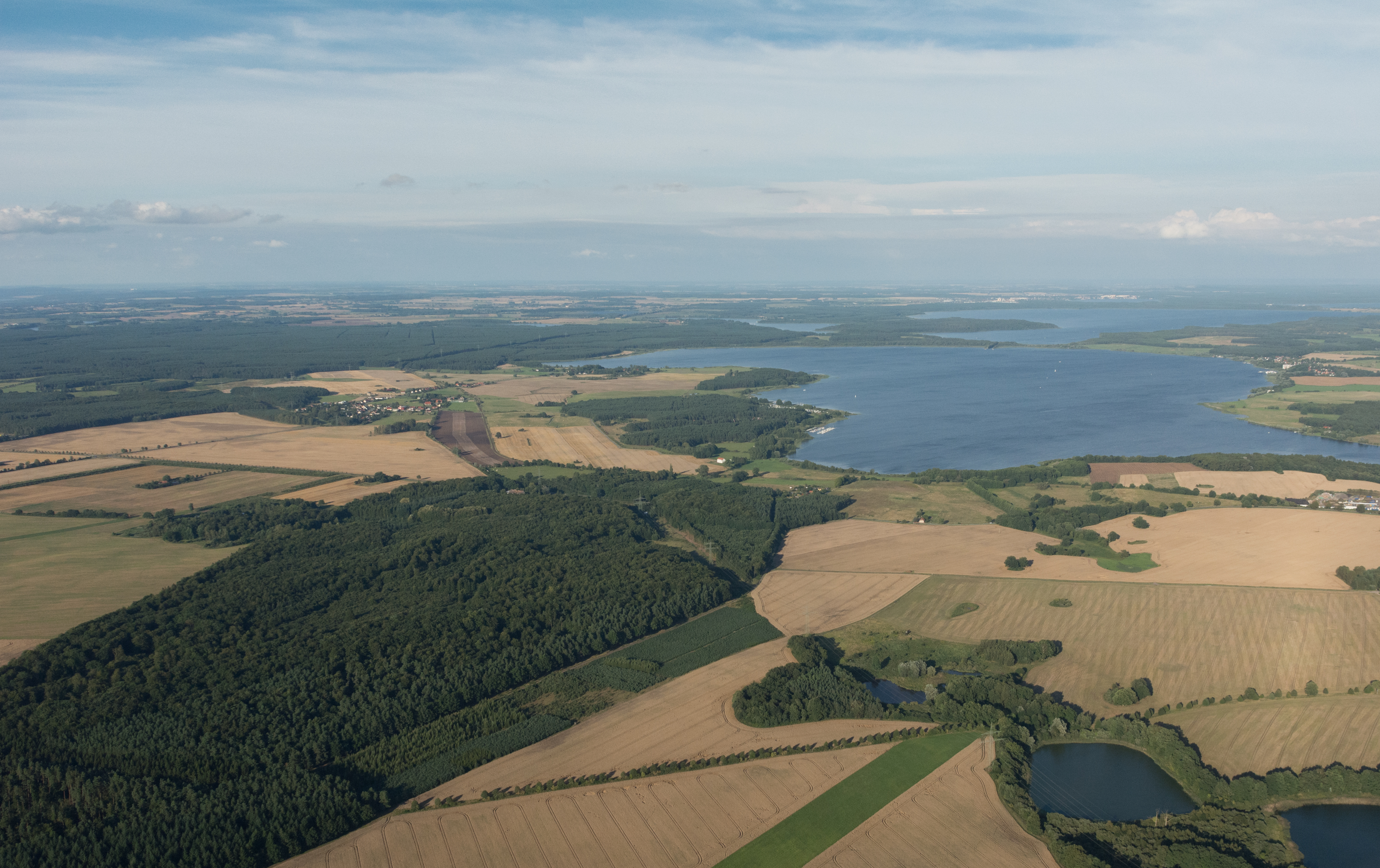

弗萊森湖（德语：Fleesensee）是德國的湖泊，由梅克伦堡-前波美拉尼亚州負責管轄，長4.9公里、寬3.2公里，面積10.78平方公里，集水區面積894.2平方公里，海拔高度62米，平均水深6.1米，最大水深26.3米，蓄水量6,602萬立方米。